# Clavatula filograna
Clavatula filograna là một loài ốc biển, là động vật thân mềm chân bụng sống ở biển trong họ Clavatulidae.